# Chingo
Chingo  é uma vila e comuna angolana que se localiza na província de Namibe, pertencente ao município de Camucuio.